# Schefflera arboricola
Schefflera arboricola, auch Kleine Strahlenaralie genannt, ist eine Pflanzenart in der Gattung der Strahlenaralien (Schefflera) innerhalb der Familie der Araliengewächse (Araliaceae). Diese Art wird oft mit der etwas größeren Großblättrigen Schefflera (Schefflera actinophylla) verwechselt.

## Beschreibung

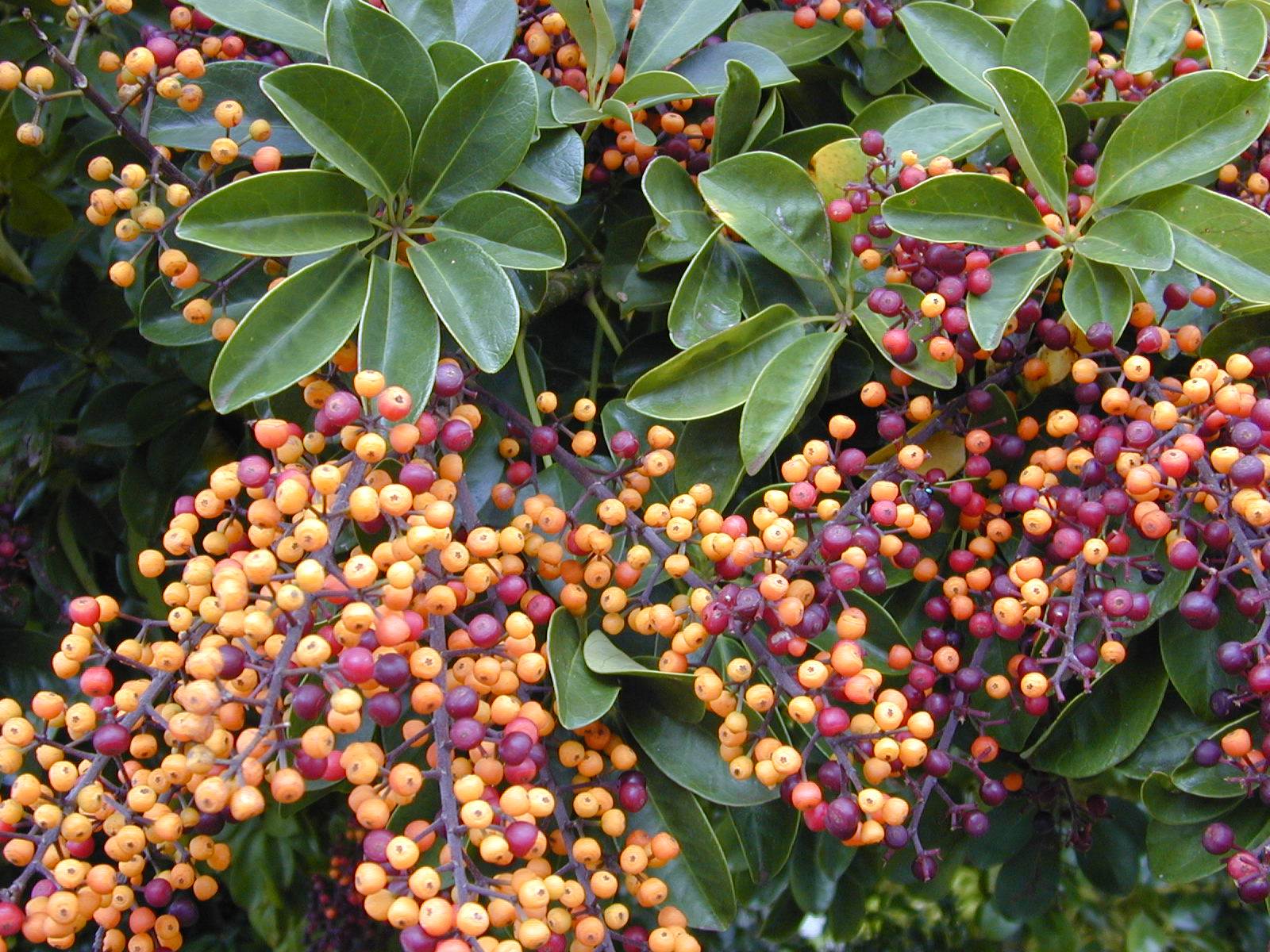
Handförmig zusammengesetztes Laubblatt und Fruchtstand von Schefflera arboricola

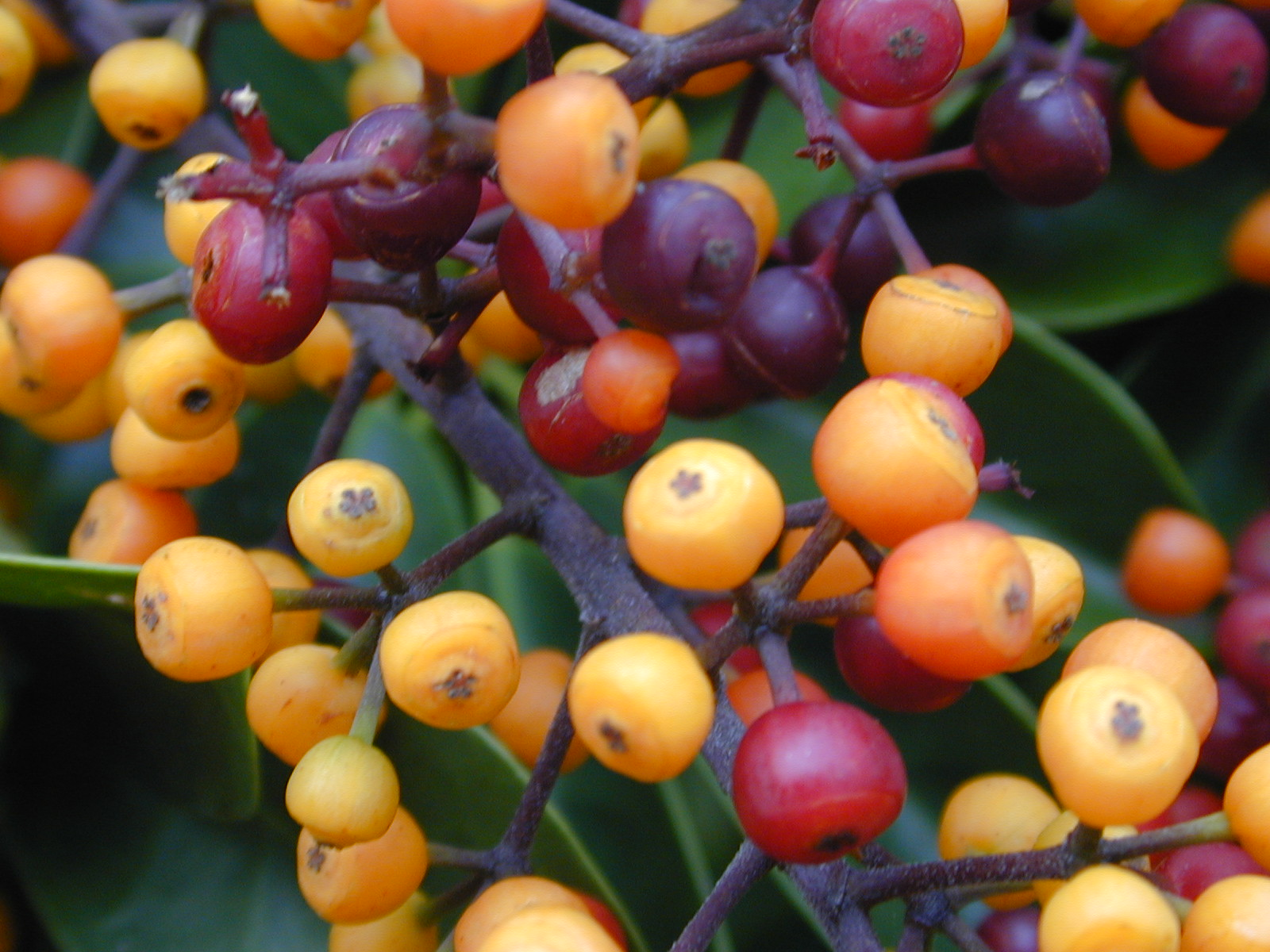
Steinfrüchte von Schefflera arboricola in verschiedenen Reifegraden

### Erscheinungsbild und Blatt
Schefflera arboricola wächst als immergrüner Strauch, meist selbständig aufrecht, manchmal kletternd oder auch als Epiphyt und erreicht Wuchshöhen von bis zu 4 Meter.
Die wechselständig angeordneten Laubblätter besitzen einen meist 10 bis 20 (6 bis 30) Zentimeter langen, schlanken Blattstiel. Die zusammengesetzte Blattspreite ist handförmig meist sieben- bis neunteilig (fünf- bis zehnteilig). Die (0,6) 1 bis 4 Zentimeter lang gestielten, etwas ledrigen, kahlen Blättchen sind bei einer Länge von meist 6 bis 10 (bis 12) Zentimetern und einer Breite von meist 1,5 bis 3,5 (1 bis 4,5) Zentimetern verkehrt-eiförmig-länglich bis länglich oder elliptisch mit glattem Rand. Die an der Basis mehr oder weniger breit keilförmigen Blättchen sind am oberen Ende meist stumpf oder spitz, selten abrupt spitz zulaufend. Die Blättchen besitzen beiderseits der Mittelrippe vier bis sechs Seitenadern, auch Blattadern dritter Ordnung sind gut erkennbar. Die Nebenblätter sind mit dem Blattstiel verwachsen.

### Blütenstand und Blüte
Viele Blüten stehen in endständigen, spärlich wollig mit Sternhaaren (Trichome) besetzten, verkahlenden, rispigen Gesamtblütenständen, die aus doldigen Teilblütenständen zusammengesetzt sind. Der insgesamt etwa 20 Zentimeter lange Blütenstand besitzt einen 3 bis 8 Zentimeter langen primären Blütenstandsschaft sowie einige bis zu 10 Zentimeter lange sekundäre Blütenstandsschäfte. Die doldigen Teilblütenstände weisen einen Durchmesser von 0,7 bis 1 Zentimeter auf und enthalten fünf bis zehn Blüten. Die Blütenstiele sind 1,5 bis zu 3 Millimeter lang.
Die Blütezeit reicht von Juli bis Oktober. Die unscheinbaren, grünlichgelben, zwittrigen Blüten sind fünfzählig und radiärsymmetrisch mit doppelter Blütenhülle. Die fünf Kelchblätter sind fast vollständig verwachsen. Die fünf Kronblätter sind etwa 2,5 mm lang. Es sind fünf Staubblätter vorhanden. Fünf oder sechs Fruchtblätter sind zu einem unterständigen Fruchtknoten verwachsen. Es ist kein Griffel erkennbar, die Narbe ist also sitzend.

### Frucht und Samen
Die Fruchtstiele sind 3 bis 6 Millimeter lang. Die bei einem Durchmesser von etwa 5 Millimetern eiförmigen bis fast kugeligen Steinfrüchte sind im trockenen Zustand fünf- oder sechskantig und enthalten fünf Samen. Die Steinfrüchte reifen von August bis Dezember und sind anfänglich drüsig gepunktet und färben sich über orange bis zu rot-violett. Die Samen sind seitlich abgeflacht. Die Samenausbreitung erfolgt über Vögel durch Ornithochorie.

### Chromosomenzahl
Die Chromosomenzahl beträgt 2n = 24.

## Vorkommen
Schefflera arboricola ist auf Taiwan und der chinesischen Insel Hainan beheimatet. Sie wird in tropischen bis subtropischen Gebieten als Zierpflanze in Parks und Gärten verwendet. Sie ist beispielsweise auf einigen pazifischen Inseln verwildert. Schefflera arboricola besiedelt nasse Wälder und Areale entlang von Flussufern unterhalb von 900 Metern Höhenlage.

## Systematik
Die erste Veröffentlichung des Namens Schefflera arboricola erfolgte 1916 als Synonym von Heptapleurum arboricola, dort „arboricolum“ geschrieben, durch Hayata Bunzō in Icones plantarum formosanarum nec non et contributiones ad floram formosanam, Band 6, S. 23–24, Tafel 4. Da dies formell nicht als gültige Erstveröffentlichung gelten kann, erfolgte eine gültige Veröffentlichung von Schefflera arboricola (Hayata) Merr. 1929 durch Elmer Drew Merrill in Lingnan Science Journal. Canton [Guangzhou], Band 5 (1–2), Seite 139.

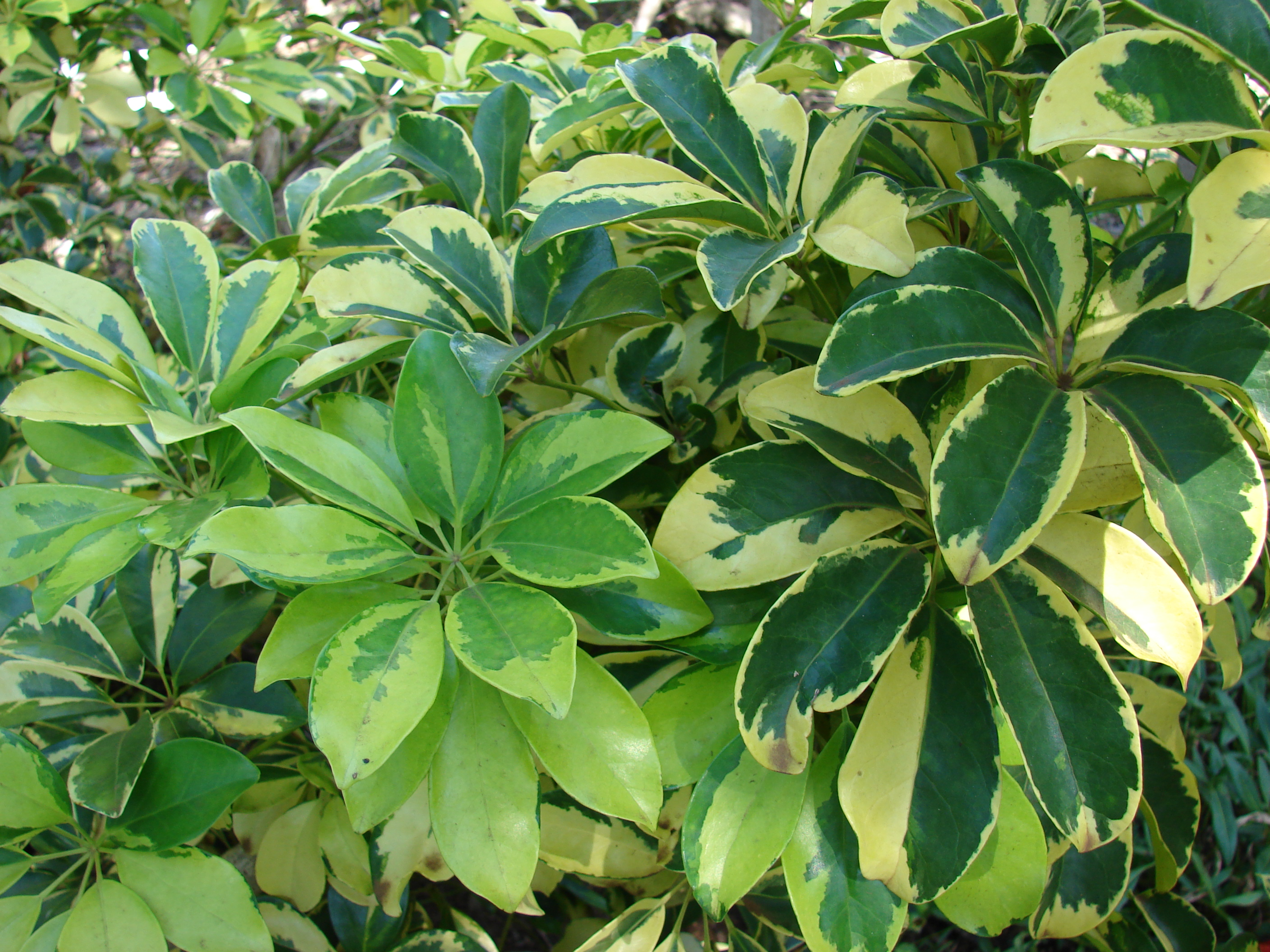
Sorte mit panaschierten Laubblättern

## Nutzung
Schefflera arboricola wird in tropischen bis subtropischen Gebieten als Zierpflanze in Parks und Gärten verwendet. Die robuste und schnellwachsende Schefflera arboricola eignet sich sehr gut als Zimmerpflanze. Kultivare von Schefflera arboricola sind unter anderen die buntlaubigen (panaschierten) Sorten ‘Renate’, ‘Samoa Snow’, ‘Charlotte’ und ‘Melanie’.